# Edição radiofônica
Edição radiofônica é a forma de se construir de maneira mais organizada uma reportagem ou uma sequência de sonoras capazes de relatar um fato jornalístico, segundo Heródoto Barbeiro, em "Manual de Radiojornalismo". As edições devem ser enxutas, ricas em conteúdo e didáticas, para que o ouvinte saiba do que se está falando.
Dependendo do tipo de programa que vai para o ar, a edição varia sob diferentes aspectos. Num programa de variedades o texto de abertura deve ser coloquial, invocativo, para aproximar o ouvinte do assunto que vem a seguir. O locutor deve intervir a cada quatro minutos repetindo a informação mais importante. Já um jornal falado deve passar por uma edição especial, que reduza a matéria ao menor tempo possível sem diminuir o seu valor informativo.
O autor explica que o editor pode construir uma matéria usando sonoras obtidas pelos repórteres, além de entrevistas dos âncoras no estúdio e de emissoras de televisão autorizadas. O editor também deve limpar a sonora, eliminando longos períodos de silêncio, tosses e demais imperfeições. As edições devem terminar com uma nota pé que reitere a informação principal, acrescente um dado novo e lembre do nome do entrevistado.
Uma das edições radiofônicas mais famosas da história foi o especial "A Guerra dos Mundos", transmitido em 1938 pela CBS. O programa era uma adaptação da obra homônima do escritor inglês H. G. Wells sobre a invasão da terra por marcianos.

## Função do editor
Em resumo, a função do editor de rádio é selecionar as matérias, revisá-las e fazer a montagem, redigir notas, além de definir o tempo de cada matéria e sugerir chamadas, explica Gisela Swetlana Ortriwano, em “A informação no rádio”. O Editor é o filtro do produto jornalístico, corrige erros detectados e avalia o tempo da reportagem considerando a qualidade e a importância do assunto.
Quando o trabalho do repórter chega às mãos do editor, este usa do seu engenho para lhe dar nitidez, coerência e "tempero", a fim de que seja agradável ao ouvinte.
Para facilitar esse trabalho, o repórter deve procurar gravar a matéria de maneira directa e concisa.
Na tarefa de edição, o editor deve ter vários aspectos em conta, como verificar a qualidade do som, seleccionar os melhores trechos da gravação, repetir as ideias básicas e prestar atenção na pronúncia de palavras desconhecidas e no nome do entrevistado.
Mas não basta ter as matérias prontas, editadas e redigidas, é preciso que seja feita a locução. Emílio Prado, em “Estrutura da Informação radiofônica”, diz que na fase atual, o radiojornalista tem que saber falar. Tem que saber redigir uma notícia e dizê-la ao microfone. O rádio dinâmico, ágil, informativo, exige que todos falem. Acabou a era dos vozeirões no rádio. Inclusive, o editor pode vetar o uso da matéria se ela não for de interesse do público – alvo da emissora ou se os fatos não estiverem bem apurados.

## Texto de rádio
Emílio Prado, no livro “Estrutura da informação radiofônica”, explica que ao escrever o texto de rádio é preciso pensar que é para ser ouvido. O primeiro elemento a levar em conta é a pontuação. A pontuação serve para associar a ideia expressada à sua unidade sonora. A vírgula no texto radiofônico marca uma pequena pausa que introduz uma pequena variação na entonação e dá lugar à renovação do ar. O ponto indica o final de uma unidade fônica completa. O verbo tem que ser usado no presente do indicativo e em voz ativa. Ressalta, também, que o passado não é notícia em rádio.
É bom lembrar que o texto radiofônico, em especial a sonora, precisa ser a mais clara possível, para que facilite a compreensão do ouvinte, que na maioria das vezes terá apenas uma oportunidade de escutar a notícia.

## Definindo o tipo da notícia
Podemos estabelecer três tipos de notícias no rádio, a notícia escrita, a notícia de citação e a notícia com entrevista. A mais freqüentemente utilizada é a notícia escrita. Segundo o Prof. MS Pedro Celso Campos em seu artigo: Introdução ao Radiojornalismo, a redundância  combatida no texto de TV e também no impresso é uma necessidade no rádio, pela fugacidade do sonoro. É conveniente que o locutor diga o mesmo ou algo equivalente pelo menos duas ou três vezes. Afinal, o texto radiofônico está baseado na memorização, como na tradição oral dos povos antigos. Por isto a mensagem publicitária – o spot – assemelha-se aos relatos míticos das sociedades orais com frases ou expressões metricamente adequadas à memorização: Tomou Doril, a dor sumiu.Para o autor a linguagem sonora do rádio é resultante da combinação de elementos verbais (o texto) e não verbais (a sonoplastia, desempenho da voz), toda voltada para a missão básica do rádio que é entreter, informar e persuadir.
A eterna discussão do futuro do rádio sai do caráter informacional e jornalístico, para o entretenimento. Com a popularização dos tocadores de MP3, as rádios FM's vêem-se preocupadas em inovar sua programação, adequando-se a públicos mais segmentados. Uma das tendências mais fortes, é a ascensão das chamadas rádios por satélite, semelhantes às tvs à cabo, que cobram uma assinatura dos usuários em troca de mais de uma centena de canais fragmentados. A edição é feita para atender a um público específico e por isso conta com uma identidade própria, criada a partir do perfil dos ouvintes. Ainda assim, as velhas FM's não foram deixadas para trás. Fabricantes de aparelhos celulares e de tocadores de MP3 estão embutindo receptores de rádios em seus produtos. O diretor de tecnologia da Motorola, Alberto Miorondo, explica que 75% das pessoas ainda descobrem suas músicas preferidas através do rádio, o que justificaria o investimento.

## Instrumentos digitais de edição
O processo de edição em rádio mudou muito nos últimos anos, com a chegada da informática. Luiz Artur Ferrareto, em seu livro “Rádio no Ar”, explica que a informática atinge todos os setores das emissoras de rádio, desde a administração, passando pela produção, até a transmissão. Trocam-se máquinas de datilografia e calculadoras por computadores e sofisticados programas para redação, roteiro comercial e programação musical. Nos estúdios e transmissores o áudio analógico dá lugar ao digital. A digitalização do processo inclui a passagem para o computador do som de qualquer tipo de fonte e a sua edição dentro do próprio disco rígido da máquina. Com a programação toda dentro do computador, basta um toque no teclado para disparar músicas, boletins de repórteres, entrevistas, comerciais ou mesmo programas inteiros. Com esta tecnologia, o editor pode interferir na programação mesmo quando ela já estiver no ar, dando mais dinamismo e atualidade ao noticiário.
Heródoto Barbeiro, no Manual de Radiojornalismo, explica que os computadores devem funcionar em rede e possibilitarem o acesso à Internet e agências de notícias. Porém o autor chama a atenção, dizendo que toda a tecnologia que estamos conhecendo hoje vai ser inútil se não houver colaboração de todos os jornalistas para a atualização.
Gisela Swetlana Ortriwano defende que os objetivos pretendidos pela emissora quando da produção de seu noticiário são mais importantes do que as realidades operacionais do processo de edição. As emissoras cuja informação constitui a “espinha dorsal” da programação têm na edição um papel sério e de grande importância, pois o editor seleciona as matérias e as revisa, fazendo a montagem e redigindo, além de determinar o tempo de cada matéria e sugerir chamadas. Também a ele cabe decidir quais matérias serão apresentadas, sua ordem de entrada e a angulação a ser adotada - o que representa bem seus interesses.